# Bloody Call
『Bloody Call』（ブラッディ・コール）は、2009年11月27日にicingCandy（アイシングキャンディ）からWindows用に発売された恋愛アドベンチャーゲーム。乙女ゲームにも該当する。初回版には、通常版と共通の本編ソフトに加え、サウンドトラックCD、「叱ってなぐさめて」と題される囁きCD、設定資料集が同梱されている。
2012年6月28日には、アフターストーリーやパラレルルートが追加されたPSP版『unENDing Bloody Call』が発売。

## ストーリー
舞台となるのは、架空の日本の都市「グラズヘイム」。人間と「半綺」と呼ばれる人外の種族との間で戦いが頻発しながらも、表世界には出ないその街で、主人公・聖双葉は女子高生として平凡に過ごしていた。だが、ある日突然謎の組織「NEDE（ネーデ）」が母親を誘拐。主人公自身も捕らわれかけるが、見ず知らずの双子の兄弟の出現で救われる。双子の説明によれば、主人公の父親はグラズヘイムの権力組織「フライコール」のトップを務める人物で、娘を想う彼の遺言に従い、ボディガードの双子は主人公を守るために動いたとのこと。死んだと聞かされていた父の存在や後継者としてのトップ就任要請など、慌ただしい事態の流れに翻弄される主人公だが、母を取り戻すまで、当面は父が暮らした屋敷へと移り住むことになった。

## 登場人物

### 主な人物
聖 双葉（ひじり ふたば）
主人公。高校2年生。16歳。156cm。
黎明（れいめい）
声 - 中村悠一
司狼の双子の弟。18歳。2月11日生まれ。180cm。A型。
真面目だが、慇懃無礼故周囲と反発することもある。
司狼（しろう）
声 - 日野聡
黎明の双子の兄。18歳。2月11日生まれ。180cm。A型。
兄とは対照的に明るく、女の子にも優しい。
渉（わたる）
声 - 鈴村健一
17歳。7月13日生まれ。176cm。B型。
半綺の末裔である少年。かつてはNEDEにいたが、冷酷な扱いを受け脱走したところを凜に保護されて以来、彼女を兄貴と慕い、秀真機関に所属する結果となった。
久神 夾（くがみ きょう）
声 - 石田彰
27歳。1月6日生まれ。182cm。A型。
双葉の学校に保健医として赴任した男性で、女子生徒に人気。
緒方 清三郎（おがた せいざぶろう）
声 - 藤原啓治
35歳。179cm。O型。
喫茶店のマスターで、主人公の悩みを聞いてくれる。
秀真 凛（ほつま りん）
声 - 水原薫
17歳。11月27日生まれ。163cm。O型。
「秀真機関」の代表者の娘。自主的にグラズヘイムの安全を守っており、主人公の母探しにも協力してくれる。

### NEDE関係者
カイン
声 - 浪川大輔
19歳。185cm。
NEDEの構成員だが、組織のやり方には否定的。女性には優しいようだが、実はサディスト。マスターのいる喫茶店をよく訪れる。
ジン
声 - 森川智之
25歳。11月15日生まれ。179cm。AB型。
NEDEのリーダーで右目に眼帯をした男性。
ハルファス
声 - 石田彰
NEDE幹部。
カブラカン
声 - 新垣樽助
NEDE幹部。左目は閉じており、まぶたの上には傷跡がある。乱暴者で戦闘狂。
エン＝ソフ
声 - 三瓶由布子
NEDE幹部である少年。主人公にたいして好意的に接する。
謎の人物
声 - 村田太志
NEDE構成員。黒いフードをかぶり、顔に包帯を巻かれた姿をしている。

## 用語
武骸
自分の武器をモチーフにした入れ墨。戦闘時は入れ墨が肉体から離れて武器へと変化する。
フライコール
グラズヘイムを支配する組織。
NEDE
フライコールと対立する組織。左目に仮面をしている構成員が複数いる。

## スタッフ
- ディレクション - めぐみ愛
- 原画・キャラクターデザイン - 山下ナナオ
- シナリオ - 長野和泉

## 主題歌
オープニングテーマ「Bleed」
作詞 - tadd / 作曲・編曲 - Kazuya / 歌 - BLACK VELVET
エンディングテーマ「revive」
作詞 - tadd / 作曲・編曲 - Kazuya / 歌 - BLACK VELVET

## 関連商品

### ドラマCD
- ドラマCD・I 〜NEDE編〜（2010年5月28日発売）
- ドラマCD・II 〜フライコール編〜（2010年6月25日発売）